# エリック・モリーナ
エリック・モリーナ（Eric Molina 、1982年4月26日 - ）は、アメリカ合衆国の男性プロボクサー。テキサス州レイモンドビルズ出身。

## 来歴
2007年3月17日、マンダレイ・ベイ・イベント・センターでクルーザー級のウェイトでデビューを果たし初回1分45秒TKO負け。
2008年10月18日、デビット・ロビンソンと全米テキサス州クルーザー級王座決定戦を行い初回2分51秒TKO勝ちで王座獲得に成功した。
2009年2月27日、レイフォード・ジョンソンと対戦し3回2分14秒TKO勝ちで初防衛に成功した。
2009年5月15日、オズベルト・マルチネスと対戦し3回45秒TKO勝ちで2度目の防衛に成功した。
2009年10月10日、ガブリエル・ホルギンとWBCラテンアメリカクルーザー級王座決定戦を行い10回3-0(97-93、99-91、98-92)の判定勝ちで王座獲得に成功した。
2010年6月18日、クリス・トーマスと対戦し4回48秒TKO勝ちで初防衛に成功した。
2011年8月13日、ウォーレン・ブロウニングとWBC全米ヘビー級王座決定戦を行い3回24秒TKO勝ちで王座獲得に成功した。
2012年2月18日、クリス・アレオーラと対戦し初回2分30秒KO負けで初防衛に失敗し王座から陥落した。
2013年4月27日、トニー・グラノとNABF北米ヘビー級王座決定戦を行い12回3-0(2者が116-110、114-112)の判定勝ちで王座獲得に成功した。
2015年6月13日、アラバマ州バーミングハムのバートウ・アリーナでWBC世界ヘビー級王者デオンテイ・ワイルダーと対戦。4回にダウンを奪われ先制を許し、5回に2度ダウンを奪われストップ寸前まで追い詰められた。9回に4度目のダウンを奪われたところでストップ。9回1分3秒KO負けで王座獲得に失敗した。
2016年4月2日、クラクフのクラクフ・アリーナで元世界2階級制覇王者のトマシュ・アダメクとIBFインターコンチネンタルヘビー級王座決定戦を行い、10回KO勝ちを収め王座獲得に成功した。
2016年12月10日、マンチェスター・アリーナでIBF世界ヘビー級王者のアンソニー・ジョシュアと対戦し、3回2分2秒TKO負けを喫し王座獲得に失敗した。
2017年11月4日、バークレイズ・センターでドミニク・ブラゼールと対戦し、8回TKO負けを喫した。
2018年5月22日、イギリスアンチ・ドーピング機関（UKAD）が、モリーナが2016年12月10日に行ったアンソニー・ジョシュア戦の試合後のドーピング検査で禁止薬物のデキサメタゾンの陽性反応を示していたこと及び、2017年10月28日から2年間の資格停止処分を科していたことを発表した。

## 獲得タイトル
- 全米テキサス州クルーザー級王座
- WBCラテンアメリカクルーザー級王座
- WBCアメリカ大陸ヘビー級王座
- WBC全米ヘビー級王座
- NABF北米ヘビー級王座
- IBFインターコンチネンタルヘビー級王座